# Katona József (játékvezető)
Katona József (Budapest, 1926–2003) magyar nemzeti labdarúgó-játékvezető. Polgári foglalkozása katonatiszt, alezredes.

## Pályafutása
Játékvezetésből Budapesten vizsgázott. A BLSZ keretében tevékenykedett. Az MLSZ a JT minősítésével NB II-es, majd 1957-től NB I-es bíró. Küldési gyakorlat szerint rendszeres partbírói szolgálatot is végzett. Több nemzetek közötti válogatott és klubmérkőzésen segítette a játékvezetőt az oldalvonal mellől. A nemzeti játékvezetéstől 1974-ben visszavonult. NB I-es mérkőzéseinek száma: 122. Vezetett kupadöntők száma: 1. 
| Időpont          | Helyszín                          | Mérkőzés típusa          | Mérkőzés                           | Eredmény | Nézők száma |
| ---------------- | --------------------------------- | ------------------------ | ---------------------------------- | -------- | ----------- |
| 1957. május 26.  | Felső Tisza-parti stadion, Szeged | első NB I-es mérkőzése   | Szegedi EAC–Salgótarjáni BTC       | 2 – 4    | 8000        |
| 1972. július 12. | Megyei úti Stadion, Budapest      | döntő                    | Ferencvárosi TC–Tatabányai Bányász | 2 – 1    | 4000        |
| 1974. június 1.  | PMFC Stadion, Pécs                | utolsó NB I-es mérkőzése | Pécsi MSC– Szegedi EAC             | 1 – 0    | 5000        |

A bíráskodást befejezve a BLSZ XIII. kerületi LSZ JB elnöke. id. Lovász László közreműködésével oktatási rendszerük az egyik legkiemelkedőbb volt Budapesten. Több FIFA Hartmann Lajos, Huták Antal, Vad István, Tóth Vencel) és országos játékvezető (Herbály Lajos, Hornyák Lajos) került ki a kezük alól.

## Külső hivatkozások
- Izsó László. library.hungaricana.hu. (Hozzáférés: 2016. április 15.)
- Katona József játékvezetői adatlapja a Nemzeti Labdarúgó Archívum oldalán